# Mupa-Nationalpark
Der Mupa-Nationalpark (portugiesisch: Parque Nacional da Mupa) liegt in der Provinz Cunene im Süden von Angola auf einer Höhe zwischen 1130 m bis 1340 m. Er ist einer  der neun angolanischen Nationalparks. Er verfügt über eine Fläche von 6600 km² und wird von den Flüssen Cunene und Culonga begrenzt. Er ist nach der nahen Ortsgemeinde (Comuna) Mupa benannt.

## Fauna
Die häufigsten Säugetiere im Park sind Leopard und Tüpfelhyäne. Des Weiteren kommen Buschschwein, Großer Kudu, Honigdachs, Karakal, Kronenducker, Pferdeantilope, Schabrackenschakal, Serval, Steinböckchen, Streifenschakal, Trugmanguste, Warzenschwein, Zebramanguste und Zibetkatze und zahlreiche Vogelarten vor. Die Zahl der Löwen hat stark abgenommen, andere Tierarten wie Angola-Giraffe, Büffel oder Nilpferd sind bereits im Park ausgestorben. Während der Trockensaison ziehen Afrikanische Elefanten zum Cunene-Fluss durch das Gebiet, im Park selbst sind sie ebenfalls ausgestorben.

## Gefahren und Maßnahmen zum Naturschutz
Der Nationalpark wurde während des Angolanischen Bürgerkriegs von der Bevölkerung besiedelt. Innerhalb des Parks leben rund 20.000 Menschen in 137 Dörfern. Illegales Holzfällen ist in allen Teilen des Parks verbreitet, ebenso wie die Wilderei, sowohl zum Zweck der Subsistenzsicherung als auch bandenmäßig zum Profit. Am Straßenrand wird gewildertes Fleisch zum Verkauf angeboten. Es fehlte bislang fast jegliche Parkaufsicht und Kontrolle. Nur sehr sporadisch wurden vom Landwirtschaftsministerium in Zusammenarbeit mit der örtlichen Polizei Maßnahmen gegen die Wilderei ergriffen. Wildtiere kommen nur noch im östlichen, nicht besiedelten Teil vor.
Im August 2023 erklärte schließlich die Umweltministerin Angolas, Ana Paula de Carvalho, die illegale Jagd und der unkontrollierte Baumschlag bedürfe einer dringenden Intervention der Behörden, es drohten viele Arten auszusterben. Es würden zum Schutz der Tier- und Pflanzenwelt im Park 44 Ranger eingestellt, die gerade ausgebildet werden. Damit solle der Nationalpark wirtschaftlich rentabler werden und den Tourismus fördern.